# Vinícius Júnior
Vinícius José Paixão de Oliveira Júnior (12. července 2000 São Gonçalo), známý jako Vinícius Júnior nebo Vini Jr., je brazilský profesionální fotbalista, který hraje na pozici křídelníka či útočníka za španělský klub Real Madrid a za brazilský národní tým.
V sezóně 2021/22 pomohl Realu k zisku mistrovského titulu a též trofeji v Lize mistrů UEFA, které napomohl vítězným gólem ve finále. Fanoušci Realu Madrid říkají že to je nový nástupce Cristiana Ronalda a nejlepší hráč Realu Madrid všech dob.

## Klubová kariéra

### Flamengo
Je odchovancem brazilského prvoligového fotbalového týmu Clube de Regatas do Flamengo, ve kterém debutoval 13. května 2017, když v 83. minutě nastoupil do zápasu proti Clube Atlético Mineiro. O 2 dny později podepsal s klubem novou smlouvu do roku 2022 s výstupní klauzulí, která činila 45 milionů euro. Svůj první gól dal 10. srpna 2017 v zápase Ligy mistrů CONCACAF proti chilskému klubu CD Palestino. O 10 dní později dal 2 góly v zápase nejvyšší brazilské soutěže proti Atlétiku Goianiense. Zápas skončil výsledkem 2:0.

### Real Madrid
Dne 23. května 2017 podepsal smlouvu s Realem Madrid. Real Madrid zaplatil výstupní klauzuli za tohoto hráče a podepsal s ním smlouvu na 5 let.
V dubnu roku 2021 pomohl vyhrát 3:1 první zápas čtvrtfinále Ligy mistrů proti Liverpoolu. Tomu vstřelil dva góly, za což si od UEFA vysloužil ocenění „muž zápasu“.
Při domácí remíze 19. prosince 2021 s Cádizem 0:0 odehrál svůj 100. zápas španělské nejvyšší ligové soutěže, jemu a jeho spoluhráčům však v tabulce předposlední soupeř utnul sérii 10 vyhraných zápasů po sobě. Před domácími diváky se 8. ledna 2022 předvedl dvěma góly a se zasloužil o výhru 4:1 nad Valencií ve 20. kole.
Ve finále Ligy mistrů 28. května 2022 se na Stade de France představil v základní sestavě proti Liverpoolu a vstřelil jediný gól zápasu. Poprvé tak vyhrál nejprestižnější trofej evropských pohárů, kterou jeho klub získal už počtrnácté.

## Reprezentační kariéra
V reprezentačních výběrech se poprvé ocitl v roce 2015 a za výběr do 15 let si připsal 6 startů, v nichž vstřelil 6 gólů. Později nastupoval i v reprezentaci do 17 let, kde se střelecky prosadil až sedmnáctkrát v 19 zápasech. a do 20 let.
V roce 2019 si připsal debut i v seniorské reprezentaci, když v 72. minutě utkání proti Peru nahradil Richarlisona. 9. června 2021 byl Vinícius nominován do brazilského týmu na závěrečný turnaj Copa América v roce 2021. Na turnaji, kde Brazílie podlehla ve finále Argentině, nastoupil do 4 utkání z lavičky náhradníků, střelecky se však neprosadil.

## Statistiky

### Klubové
K 19. říjnu 2021
| Klub        | Sezóna  | Liga    | Liga   | Liga | Pohár  | Pohár | Kontinentální poháry | Kontinentální poháry | Ostatní | Ostatní | Celkem | Celkem |
| Klub        | Sezóna  | Liga    | Zápasy | Góly | Zápasy | Góly  | Zápasy               | Góly                 | Zápasy  | Góly    | Zápasy | Góly   |
| ----------- | ------- | ------- | ------ | ---- | ------ | ----- | -------------------- | -------------------- | ------- | ------- | ------ | ------ |
| Flamengo    | 2017    | Série A | 25     | 3    | 4      | 0     | 7                    | 1                    | 1       | 0       | 37     | 4      |
| Flamengo    | 2018    | Série A | 12     | 4    | 2      | 0     | 5                    | 2                    | 13      | 4       | 32     | 10     |
| Flamengo    | Celkem  | Celkem  | 37     | 7    | 6      | 0     | 12                   | 3                    | 14      | 4       | 69     | 14     |
| Real Madrid | 2018/19 | La Liga | 18     | 2    | 8      | 2     | 4                    | 0                    | 1       | 0       | 31     | 4      |
| Real Madrid | 2019/20 | La Liga | 29     | 3    | 3      | 1     | 5                    | 1                    | 1       | 0       | 38     | 5      |
| Real Madrid | 2020/21 | La Liga | 35     | 3    | 1      | 0     | 12                   | 3                    | 1       | 0       | 49     | 6      |
| Real Madrid | 2021/22 | La Liga | 35     | 17   | 1      | 0     | 3                    | 2                    | 0       | 0       | 11     | 7      |
| Real Madrid | Celkem  | Celkem  | 90     | 13   | 12     | 3     | 24                   | 6                    | 3       | 0       | 129    | 22     |
| Celkem      | Celkem  | Celkem  | 127    | 20   | 18     | 3     | 36                   | 9                    | 17      | 4       | 198    | 36     |

### Reprezentační
K 7. říjnu 2021
| Brazílie | Brazílie | Brazílie |
| Rok      | Zápasy   | Góly     |
| -------- | -------- | -------- |
| 2019     | 1        | 0        |
| 2021     | 6        | 0        |
| Celkem   | 7        | 0        |